# Primera fase de la guerra ruso-ucraniana
La primera fase de la guerra ruso-ucraniana se refiere al periodo comprendido entre 2014 y 2015 en los inicios de dicho conflicto. Tras esta etapa se desarrolló una fase de alto el fuego a la que siguió un recrudecimiento del conflicto a partir de febrero de 2022. Inicialmente se trató de una crisis diplomática internacional que sobrevino en febrero de 2014 tras la destitución del presidente ucraniano Víktor Yanukóvich como resultado de las protestas del Euromaidán —realizadas principalmente en las zonas occidental y central del país para apoyar el acercamiento hacia la Unión Europea— que fueron rechazadas por comunidades rusófonas de la zona suroriental del país, compuestas en su mayoría por ucranianos rusófonos y rusos étnicos.
Tras la huida de Yanukóvich en dirección desconocida el 21 de febrero de 2014, la Rada Suprema destituyó del cargo a Yanukóvich por «el abandono de sus funciones constitucionales». El 23 de febrero de 2014, el jefe del grupo parlamentario del Partido de las Regiones que lideraba Yanukóvich, Oleksandr Yefrémov, responsabilizó a Yanukóvich del saqueo del país y del derramamiento de sangre.
Consecuentemente, el parlamento asumió el poder Ejecutivo y propuso derogar la ley sobre la cooficialidad de los idiomas de las minorías a nivel municipal y provincial. Como respuesta, diversos grupos prorrusos se manifestaron en contra del nuevo gobierno nacional y proclamaron sus anhelos de estrechar sus vínculos (o inclusive integrarse) con Rusia. Estas protestas se concentraron en Crimea y algunas óblast en la zona fronteriza entre Rusia y Ucrania donde se produjeron una serie de revueltas militares, incluyendo tanto tropas locales como tropas rusas. En medio del levantamiento, las autoridades de Crimea convocaron a un referéndum para el 16 de marzo siguiente con el propósito de adherirse a la Federación Rusa.
Tras el pedido del gobierno de Crimea a Rusia, el Consejo de la Federación aprobó un envío de tropas que (según las autoridades del país) tenía como objetivo garantizar la integridad de los habitantes de Crimea y las bases rusas estacionadas allí, hasta que se normalizara la situación sociopolítica. Ello favoreció la Declaración de Independencia de Crimea y Sebastopol que condujo a la proclamación de la República de Crimea —reconocida solo por Rusia— previo restablecimiento de la constitución de 1992 que consideraba al territorio como soberano —aunque delegaba algunas competencias a Ucrania— con una ciudadanía y una policía propias. El proceso finalmente condujo a la adhesión de Crimea a Rusia que fue oficializada el 18 de marzo de 2014, aunque no contó con el reconocimiento del gobierno ucraniano.
Pese al apaciguamiento alcanzado en Crimea, la situación degeneró en el Dombás donde las fuerzas separatistas de las autoproclamadas Repúblicas Populares de Donetsk (RPD) y Lugansk (RPL) se enfrentaron al gobierno de Ucrania agravando la guerra en esta región. El 11 de mayo de 2014, ambas repúblicas celebraron referéndums ilegítimos bajo la legislación ucraniana sobre su estatus político en los territorios controlados por los separatistas que resultaron en una proclamación de independencia de las regiones en cuestión mientras que los combates continuaron a pesar de los intentos por detenerlos. Una llamada telefónica entre líderes separatistas admitiendo la manipulación de la votación y acordando el resultado de los referéndums fue filtrada por la Inteligencia ucraniana. No obstante, el 15 de febrero de 2015 —con la entrada en vigencia del acuerdo Minsk II— se inició un alto el fuego incondicional.
Numerosos ciudadanos rusos, como por ejemplo Ígor Guirkin y Aleksandr Borodái, ocuparon altos puestos entre los rebeldes y varios países consideraron que Rusia proporcionó apoyo material y militar a los separatistas, así como interrogaciones a soldados capturados, fotografías e imágenes satelitales revelan que las tropas rusas participaron en los combates contra el gobierno ucraniano. En este sentido, las reacciones internacionales fueron casi siempre condenatorias de la decisión de Rusia de intervenir, y de apoyo a la soberanía e integridad territorial de Ucrania. Es así que tras la adhesión de Crimea a Rusia, varios países (encabezados por la Unión Europea y Estados Unidos) aplicaron una serie de sanciones contra el entorno del gobierno ruso. Pero fue el voto de la Resolución 68/262 de la Asamblea General de las Naciones Unidas sobre la integridad territorial de Ucrania, la acción que contó con la participación de países más numerosa: a favor se pronunciaron cien naciones, once votaron en contra y 58 se abstuvieron, con lo que la secesión de Crimea y Sebastopol fue declarada inválida.

## Antecedentes
Los antecedentes históricos de la guerra ruso-ucraniana corresponden a una variedad de factores sociales, culturales, étnicos y lingüísticos que contribuyeron a la formación de las chispas de las protestas prorrusas en el este y el sur de Ucrania en la secuela de principios de la revolución prooccidental de 2014 en Ucrania.
El proceso de la caída del muro de Berlín, la reunificación alemana y el colapso de los gobiernos comunistas (1989-1991) trajeron enormes cambios en los países del Bloque del Este, hasta entonces integrantes o aliados de la Unión Soviética, alterando la balanza geopolítica en Europa. Sin embargo, tras la disolución de la Unión Soviética en 1991, Ucrania y Rusia mantuvieron estrechos vínculos y el gobierno ucraniano acordó abandonar su arsenal nuclear en 1994 —mediante el Memorándum de Budapest— con la condición de que los Estados Unidos, el Reino Unido y Rusia brindaran garantías contra las amenazas a la integridad territorial o la independencia política de Ucrania. Cinco años más tarde, Rusia fue uno de los signatarios de la Carta para la Seguridad Europea, que «reafirmó el derecho inherente de todos y cada uno de los Estados participantes a ser libres de elegir o cambiar sus arreglos de seguridad, incluidos los tratados de alianza, a medida que evolucionan».
Durante los siglos XV-XVII, en el sitio de la futura Novorusia, se encontraba, principalmente, el Kanato de Crimea y, en sus partes occidentales, el Principado de Moldavia; en la parte norte, los Cosacos de Zaporiyia, subordinados a la República de las Dos Naciones.

## Contexto

### Disputas político económicas por el suministro de gas
Durante los años anteriores al inicio del conflicto (años 2006 y 2009), hubo disputas políticas a raíz del corte del suministro a través de los gaseoductos que suministraban gas ruso a través de Ucrania (el 80% pasaba por Ucrania mientras que el 20% restante a través de Bielorrusia). Los cortes del suministro se sucedieron después del fracaso en las negociaciones entre las compañías de ambos países a la hora de establecer el precio.

### Rusos en Ucrania
La política de rusificación fue más intensa en Ucrania que en otras partes de la Unión Soviética, por lo que este país contiene ahora el grupo más grande de rusófonos que no son rusos étnicos: en 2009 había en torno a 5,5 millones de ucranianos cuya lengua materna era el ruso. Los hablantes de ruso son más numerosos en la mitad sudoriental del país, mientras que tanto el ruso como el ucraniano son usados por igual en el centro, y el ucraniano es la lengua dominante en el oeste. Algunos de estos "ucranianos rusificados" hablan ruso, mientras que otros hablan una mezcla de ucraniano y ruso conocida como "súrzhyk"; muchos de ellos también tienen cierto dominio del idioma ucraniano. Las estimaciones de su prevalencia en el país varían, pero según distintos estudios, los "ucranianos rusificados" constituyen entre un tercio y la mitad de la población total de Ucrania.

### Presencia de tropas rusas
Se atribuye la creación de la Flota del Mar Negro a Grigori Potiomkin el 13 de mayo de 1783, tras la anexión de Crimea bajo el reinado de Catalina la Grande y la creación de una importante base militar, ubicada en la ciudad de Sebastopol (recientemente anexionada a la Federación de Rusia desde marzo de 2014). La expansión hacia el sur del Imperio ruso a finales del siglo XVIII les llevó a enfrentarse con su mayor rival en la región del Mar Negro, el Imperio otomano. La Flota del Mar Negro venció a los turcos en 1790, combatió contra los otomanos durante la Primera Guerra Mundial, contra la flota rumana durante la Segunda Guerra Mundial y mantuvo breves combates contra la Armada de Georgia en el transcurso de la guerra de Osetia del Sur de 2008.

## Euromaidán
Se conoce como Euromaidán (en ucraniano, Євромайда́н, Yevromaidán; «Europlaza») a una serie de manifestaciones y disturbios heterogéneos iniciada el 21 de noviembre de 2013 con grandes protestas en la Plaza de la Independencia en Kiev. Las protestas, de índole europeísta, independentista y nacionalista, se desencadenaron a raíz de la repentina decisión del presidente Viktor Yanukóvich de suspender el Acuerdo de Asociación entre la Unión Europea y Ucrania y fortalecer sus lazos con Rusia. Tras aprobar, por abrumadora mayoría, el parlamento ucraniano la ratificación del Acuerdo con la UE, Rusia habría presionado a Kiev para que lo rechazara. Los manifestantes se opusieron a lo que consideraban corrupción gubernamental generalizada, abuso de poder y violaciones de los derechos humanos. La organización no gubernamental Transparencia Internacional denunció a Yanukóvich como el principal ejemplo de corrupción en el mundo. La violenta dispersión de los manifestantes el 30 de noviembre de 2013 provocó aún más indignación en la población. El Euromaidán precipitó la renuncia del presidente el 22 de febrero de 2014 y significó el origen de la guerra ruso-ucraniana.
Tras la huida del presidente de Ucrania Víktor Yanukóvich en dirección desconocida el 21 de febrero de 2014, la Rada Suprema destituyó del cargo a Yanukóvich por «el abandono de sus funciones constitucionales». El 23 de febrero de 2014, el jefe del grupo parlamentario del Partido de las Regiones que lideraba Yanukóvich, Oleksandr Yefrémov, responsabilizó a Yanukóvich del saqueo del país y del derramamiento de sangre.
Más adelante, el 29 de marzo de 2014, el Congreso del Partido de las Regiones expulsaría de sus filas a Yanukóvich, Mikola Azárov, Oleksandr Klimenko, Serhiy Arbúzov, Valeriy Konovalyuk y Andréi Syshatski por 333 votos a favor, 45 en contra y 28 abstenciones.
Los sucesos se habían desencadenado en Kiev la noche del 21 de noviembre de 2013, un día después de que el Gobierno de Ucrania hubiera suspendido in extremis la firma del Acuerdo de Asociación y el Acuerdo de Libre Comercio con la Unión Europea (UE).
Aunque el 30 de marzo de 2012, Yanukóvich y los líderes de la UE habían acordado un estatuto de asociación de Ucrania con la UE, la entrada en vigor se fue aplazando y las negociaciones quedaron estancadas durante un año, entre otras razones porque una de las exigencias europeas era la liberación de Yulia Timoshenko y Yuri Lutsenko, opositores al Gobierno. Ello no impidió que durante los meses previos al inicio de las protestas, Yanukóvich prometiera realizar las reformas necesarias para seguir adelante con las negociaciones.
Sin embargo, sorprendentemente, el Gobierno ucraniano, encabezado por Mikola Azárov, publicó el 21 de noviembre de 2013 una nota oficial en la que informaba que el proceso de preparación de la firma del acuerdo quedaba «suspendido». Las razones esgrimidas fueron la caída en la producción industrial y el mantenimiento de relaciones con los países de la Comunidad de Estados Independientes. Yanukóvich asistió a la cumbre de la UE los días 28 y 29, tal como estaba previsto antes de la suspensión unilateral, pero solo para declinar la última oferta europea, de 600 millones de euros, por considerarla «humillante». Por su parte, Azárov reprochó a la UE y al Fondo Monetario Internacional la falta del apoyo económico que hubiera compensado el «divorcio comercial» con Rusia, a la vez que admitía que había sido Moscú quien había conminado a Kiev a no sellar el pacto.
A partir del 21 de noviembre, se produjeron en la plaza de la Independencia (en ucraniano, Maidán Nezalézhnosti) de la capital varias concentraciones que exigían al gobierno retomar el diálogo con la UE. Las convocatorias lograron congregar a cientos de miles de personas, que asistieron a discursos diarios de líderes políticos opositores y de figuras destacadas de la cultura, tanto ucranianas como extranjeras. Entre sus impulsores se encontraban organizaciones sociales, la oposición política —incluidos grupos ultranacionalistas y de extrema derecha, Sector Derecho y Svoboda— y las Iglesias ucranianas —como la Iglesia ortodoxa ucraniana del Patriarcado de Kiev—, con excepción de la Iglesia ortodoxa ucraniana del Patriarcado de Moscú. En las manifestaciones también participaron representantes de minorías étnicas (rusos, chechenos, tártaros de Crimea, judíos, georgianos, armenios y otros) y ciudadanos de otros países (Polonia, Bielorrusia, Georgia, Rusia y otros).
Las protestas desembocaron en disturbios, que fueron creciendo en intensidad, al punto de que hubo días en que muchos manifestantes continuaban sus protestas toda la noche, lo que hacía imposible su desalojo del lugar por parte de las autoridades. El 16 de enero, la Rada Suprema ordenó penas contra los manifestantes, el bloqueo de edificios administrativos y la instalación de tiendas de campaña. Esto fue tomado por los manifestantes como un veto a su derecho de manifestarse y protestar. Desde entonces, las protestas provocaron una escalada de violencia en rechazo a las nuevas leyes. Como resultado, el 22 de enero las manifestaciones registraron cinco muertos.
Entre tanto, las protestas se fueron expandiendo a lo largo del centro y oeste del país, con algunos focos en el este, mayoritariamente rusófono. La exigencia no era solo el cambio económico hacia Europa, sino la sustitución total de gobierno, lo que llevó a la dimisión de Azárov el 28 de enero y a que el Parlamento reunido en asamblea extraordinaria derogara las polémicas leyes que limitaban los derechos de manifestación y reunión.
La noche del 19 y 20 de febrero, Yanukóvich y los principales líderes de la oposición (Vitali Klichkó, Arseni Yatseniuk y Oleh Tiagnibok) acordaron una tregua y la retirada de las barricadas colocadas anteriormente en la plaza de la capital para contener a las fuerzas policiales. El 21 de febrero —tras el llamado «Jueves Negro» (20 de febrero) en el que murieron más de 60 manifestantes—, se aprobó un acuerdo entre ambas partes para adelantar las elecciones, formar un gobierno de transición, volver a la Constitución de Ucrania de 2004 y frenar la violencia.
En la madrugada del 21 al 22 de febrero, Yanukóvich, sin informar al parlamento, abandonó su lujosa residencia de Mezhyhirya, en las afueras de la capital, y desapareció en dirección desconocida —según declararía más adelante, lo hizo al temer por su vida y la de su familia—. Yanukóvich no firmó la reintroducción de la Constitución de 2004 que acordó ratificar en menos de 48 en el acuerdo previo antes de desaparecer. En la mañana del 22 de febrero, la Rada Suprema lo destituyó de su cargo por «abandono de sus funciones constitucionales» y tomó el control del país, votando, por mayoría constitucional, la vuelta a la Constitución de 2004, acordada el día anterior.

### Intento de abolición de la Ley de Lenguas Cooficiales
En febrero de 2014, la Rada Suprema acordó abolir la Ley sobre las bases de la política lingüística estatal de 2012, que establecía que en los rayones donde un determinado idioma fuese hablado por al menos 10 % de los habitantes, dicho idioma podía adquirir el rango de lengua cooficial. Sin embargo, el 3 de marzo el presidente interino del parlamento, Oleksandr Turchínov, se negó a firmar la mencionada resolución acerca de la ley de política lingüística hasta que la Rada no elaborase una nueva, por lo que la ley siguió en vigor (en 2018, dicha ley dejó de estar vigente al ser declarada inconstitucional por el Tribunal Constitucional).
La abrogación de la Ley aprobada en 2012 en algún momento hubiera perjudicado a los hablantes de ruso (cooficial en todo el este y sur de Ucrania, además de algunos raiones en Kirovogrado, Cherníhiv, Sumy y Zhitómir), húngaro (cooficial en algunos raiones de Transcarpatia) y rumano (cooficial en algunos raiones de Transcarpatia, Chernivtsí y Odesa). La propuesta fue rechazada por una parte de las comunidades bilingües dentro de Ucrania, además de otros países vecinos con importantes minorías en el territorio ucraniano, en particular Rusia.
Por su parte, las autoridades de Crimea —de ideología prorrusa— habían solicitado la asistencia del gobierno de Moscú después de que la Rada Suprema de Ucrania intentara abolir la ley. Sin embargo, el presidente interino de Ucrania, Oleksandr Turchínov, se negó a firmar esta decisión del Parlamento, instándolo a elaborar una ley nueva que regulara el uso de dichas lenguas.

## Desarrollo

### Protestas prorrusas e inicio de la intervención militar rusa
Tras la destitución del presidente Víktor Yanukóvich, el Congreso de diputados y gobernadores regionales del Este y Sur de Ucrania llamó a la resistencia y acusó al gobierno de Kiev de incumplir el acuerdo de paz que había sido firmado el 21 de febrero con el depuesto mandatario. La tensión aumentó aún cuando varias provincias del oeste ucraniano, suprimen al otrora oficialista Partido de las Regiones y a su aliado el Partido Comunista de Ucrania. En respuesta a estos hechos, el 24 de febrero miles de manifestantes depusieran al alcalde de Sebastópol —quien había sido nombrado por la Rada Suprema— para reemplazarlo por un ruso étnico y, el 26 de febrero, el presidente ruso Vladímir Putin puso en alerta a las Fuerzas Armadas en las zonas fronterizas con Ucrania. El ejército ruso inició ejercicios militares y desde ese día hubo informes de que soldados rusos habían establecido un puesto de control en Crimea. Entre tanto, alrededor de 3 500 personas marcharon de Sebastópol en dirección de Simferópol (capital crimea) y en la madrugada del 27 de febrero, un grupo de hombres armados tomaron las sedes del Consejo de Ministros y el Consejo Supremo de Crimea (CSC); la bandera rusa fue izada en ambos edificios. El CSC llevó a cabo una moción de censura, escogió a un nuevo primer ministro y convocó un referéndum para el 25 de mayo.
Al día siguiente grupos armados prorrusos tomaron dos aeropuertos de Crimea —uno civil y otro militar— en Simferópol y Sebastopol. En los medios occidentales informaron que las tropas rusas tenían movimientos en la región, incluyendo helicópteros militares que se desplazaban dentro de la península y camiones del ejército rusos que se acercaban a la capital de Crimea. El gobierno ucraniano llegó a tildar estos hechos de «acto de invasión rusa», algo que el gobierno de Putin negó rotundamente. También dijeron que las fuerzas rusas tomaron una base aérea militar ucraniana, desembarcaron tropas en otra base aérea, y rodearon una base de guardacostas. A la vista de los acontecimientos, la Rada Suprema acordó pedir una reunión urgente del Consejo de Seguridad de las Naciones Unidas.
El 1 de marzo, las manifestaciones contra el gobierno ucraniano se fueron extendiendo a la región de Ucrania oriental, que cuenta con un amplio porcentaje de población de etnia rusa y el idioma ruso es hablado por más de la mitad de la población. Ese mismo día, tras intentos de asalto a los edificios del Consejo de Ministros y del Consejo Supremo de Crimea por parte del gobierno ucraniano, el autoproclamado primer ministro de la República Autónoma de Crimea, Serguéi Aksiónov, afirmó el control sobre todas las fuerzas de seguridad en Crimea, con la ayuda de hombres armados y pidió a Putin recibir asistencia en el mantenimiento de la «paz y tranquilidad».
Putin instó al Consejo de la Federación a autorizar el envío de tropas a Ucrania argumentando que había una «situación extraordinaria en Ucrania» que representaba una amenaza «sobre la vida de los ciudadanos rusos»; el Consejo de la Federación aprobó la iniciativa a pesar de las advertencias disuasorias que tanto la Unión Europea como Estados Unidos habían hecho a Rusia. Entre tanto —en conversación telefónica— el presidente estadounidense Barack Obama instó a Putin a que replegase sus tropas por considerar que esta ocupación violaba la ley internacional. Putin le replicó que si la violencia se propagaba a las regiones de Ucrania oriental o a Crimea, Rusia se reservaría «el derecho de proteger sus intereses y a la población rusohablante».
Por su parte, el gobierno ucraniano calificó de «declaración de guerra» el despliegue ruso en Crimea y el ministerio de Defensa movilizó a los reservistas tras ordenar a los comandantes militares poner en alerta a sus unidades. No obstante, las bases militares de Ucrania en Crimea ya estaban bajo el control ruso cuyas fuerzas además habían bloqueado unidades de la marina ucraniana, obligándolas a entregarse. Entre tanto, Rusia había comenzado a acumular tropas en varios sectores de las fronteras del este con Ucrania y desplegó 3 500 soldados y equipo pesado en la costa del mar Báltico en Kaliningrado, cerca de las fronteras de Polonia y de Lituania, causando que ambos países, miembros de la OTAN, pidiesen protección contra una posible invasión rusa.
El 4 de marzo, Putin subrayó que lo único que había hecho su gobierno era reforzar sus instalaciones militares en el territorio ucraniano para protegerlas de las amenazas crecientes que estaban recibiendo. También anunció que no contemplaba una adhesión de Crimea a Rusia aunque admitió que su país no reconocía al gobierno interino de Kiev al que calificó como el resultado de un «golpe anticonstitucional». En el entretiempo, las tropas rusas capturaron la base de la Guardia de Fronteras de Ucrania en Balaklava, después de una serie de asaltos repetidos y 23 de las 34 unidades militares de las Fuerzas Armadas de Ucrania desplegadas en Crimea juraron su lealtad a la república autónoma.
El Ayuntamiento de Sebastópol adoptó en una reunión extraordinaria del 6 de marzo la decisión de formar parte de Rusia como territorio federal, al tiempo que declaró su apoyo al referéndum de Crimea. En la misma jornada, los dos presidentes de la Asamblea Federal de Rusia afirmaron que apoyarían la adhesión de Crimea si así se decidía en el referéndum.

### Adhesión de Crimea a Rusia
Independencia de Crimea
El 11 de marzo, Crimea y la ciudad de Sebastopol proclamaron su independencia de Ucrania, declarando la República Autónoma de Crimea con 78 votos a favor de un total de 81 miembros en el Parlamento de Crimea. Entonces, la Rada Suprema de Ucrania amenazó con iniciar el proceso de disolución del Parlamento de Crimea si las autoridades de la península continuaban con el proceso de adhesión a Rusia. El gobierno de Crimea hizo referencia en su decisión a la opinión consultiva sobre Kosovo en el que la Corte Internacional de Justicia declaró que el derecho internacional no contiene ninguna prohibición a tales declaraciones de independencia, un argumento que ya había sido refutado por eruditos y políticos como discutible debido al ambiente político incierto vivido en la región.
Referéndum en Crimea
A las 24:00 horas del viernes 14 quedó prohibida la propaganda electoral y el 15 de marzo se desarrolló una jornada de reflexión.  Según las autoridades de Crimea, desde la apertura de los 1.205 colegios electorales —a las 08:00 (UTC+2) del 16 de marzo— se registró una alta concurrencia de electores, con un 45 y 50 % de participación en toda la península hacia las horas del mediodía. Las autoridades de la península daban por hecho que el 70 % de los votantes apoyaría la unificación con Rusia.

Las autoridades de Crimea anunciaron que los resultados se darían a conocer el 17 de marzo. Según los primeros datos del escrutinio del referéndum en Crimea en la noche del día 16, con el 50 % de los votos contados, el 95,5 % de la población votó a favor de ser anexada a Rusia. Unas horas más tarde se anunció que con el 75 % de los votos contados, el resultado era de 95,7 % a favor de formar parte de Rusia. Ya para la madrugada del 17, se anunció el final del recuento con el 100 % de los votos escrutados.

La adhesión
Un día tras los referendos de Crimea y Sebastopol del 16 de marzo de 2014 donde se impuso por mayoría la opción de unirse a Rusia, el Parlamento de la República de Crimea votó con 85 votos a favor, la adhesión a Rusia y declaró el «Estado soberano independiente República de Crimea». Además, una delegación del parlamento viajó a Moscú para reunirse con la Duma Estatal y el Consejo de la Federación con el fin de adoptar los actos jurídicos y normativos para la entrada de la península en la Federación Rusa.
El 18 de marzo, durante una ceremonia en el Kremlin, fueron firmados los acuerdos de adhesión a la Federación de Rusia de la República de Crimea y la ciudad de Sebastopol como dos sujetos federales. La República de Crimea se incorporó bajo el estatus de «república», mientras que Sebastopol lo hizo bajo el estatus de «ciudad federal». Los firmantes del tratado fueron Serguéi Aksiónov, Vladímir Konstantínov, Vladímir Putin y Alexéi Chaly. Tras esto, Putin declaró que Crimea ya era parte íntegra de Rusia. Al día siguiente, Putin presentó a la Duma Estatal el acuerdo de adhesión de Crimea y Sebastopol, para tramitar su ratificación, después de que la Corte Constitucional de la Federación Rusa reconoció por unanimidad la constitucionalidad del tratado afirmando que se enmarca en la Constitución de Rusia.
Respuesta ucraniana a la secesión de Crimea
En respuesta al aumento de la tensión militar, el gobierno ucraniano puso al Ejército en estado de máxima alerta. Además, tras la muerte de un soldado ucraniano durante un asalto el 18 de marzo, Ucrania declaró que el conflicto con Rusia había «pasado de la fase política a la militar». Al día siguiente, Ucrania renunció a la presidencia de turno en la Comunidad de Estados Independientes, que debía ejercer a lo largo de 2014. Mientras, la víspera de la celebración del referéndum por la adhesión de Crimea a Rusia, el Parlamento de Ucrania votó a favor de la disolución del Consejo Supremo de Crimea. La medida contó con el apoyo de 278 de los 449 miembros de la Cámara (a la sesión asistieron 296 diputados).

### Inicio del conflicto armado en el Dombás
El 6 de abril miles de personas se congregaron en varias ciudades ucranianas en protesta contra el Gobierno interino de Kiev. En Donetsk, los manifestantes rompieron el cordón policial, asaltaron un edificio de la administración regional y retiraron la bandera ucraniana, colocando en su lugar una bandera rusa. En esta ciudad, cerca de 2000 personas se habían congregado en la plaza de Lenin con banderas rusas y pancartas antigubernamentales pidiendo la federalización de Ucrania y estatus de oficialidad del idioma ruso. En el mismo sentido, en la plaza de la Libertad de Járkov, los manifestantes —algunos llevaban banderas rusas— pidieron la celebración de un referéndum sobre la federalización. También ocurrieron protestas en Odesa (donde se armaron barricadas), Mykoláiv y Lugansk. En esta última ciudad un asalto a la Dirección provincial del Servicio de Seguridad dejó ocho heridos.
El 7 de abril, un grupo de manifestantes proclamó por unanimidad la República Popular de Donetsk (RPD) durante una reunión celebrada en la sede de la Administración regional. Los secesionistas establecieron su territorio dentro de los límites de la región de Donetsk y se decidieron la creación de un Consejo Popular, a la vez que convinieron celebrar un referéndum antes del 11 de mayo. Por su parte, el gobierno de Estados Unidos declaró que su país no reconocería ni la república ni los resultados de referéndum. La nueva república también pidió a Rusia que defendiera de los «embates criminales» de Ucrania al pueblo ruso residente.
El 17 de abril de 2014, se llevó a cabo una reunión en Ginebra, Suiza, entre los jefes de la diplomacia de la Unión Europea, Estados Unidos y Rusia (Catherine Ashton, John Kerry y Serguéi Lavrov, respectivamente) para consultar al ministro de Asuntos Exteriores ucraniano en funciones, Andréi Deshitsa, sobre la crisis en su país. Allí aprobaron un documento con varias medidas para arreglar la situación en Ucrania que supuso la amnistía a los manifestantes quienes no hayan cometido crímenes graves y estipulaba el desarme de todos los grupos armados (propiciados por el gobierno ruso) y la devolución de los edificios ocupados ilegalmente a sus legítimos propietarios. Las partes también acordaron que la Constitución de Ucrania debía ser revisada en un proceso «inclusivo, transparente y responsable» que consagrara la organización federal del país y el respeto a las minorías. Las milicias prorrusas se negaron a cumplir el acuerdo. Denis Pushilin, el jefe de la autoproclamada República de Donetsk, afirmó que ellos no habían participado en las conversaciones de Ginebra y señaló que Lavrov firmó el acuerdo en nombre de Rusia y no representaba a los habitantes de Donetsk. Declaró que el gobierno de Kiev era ilegítimo y que no abandonarían su posición hasta que la Rada Suprema se disolviera.

### Efímera República Popular de Járkov
La República Popular de Járkov (RPJ) (en ruso: Харьковская Народная Республика) o simplemente R.P. de Járkov, fue un proyecto de Estado autoproclamado en Europa Oriental, junto a la República Popular de Donetsk y la República Popular de Lugansk, creado en abril de 2014 en el óblast de Járkov de Ucrania, durante las protestas prorrusas. De acuerdo con la constitución de Ucrania, el territorio reclamado por la RPJ es una parte integral de Ucrania pero que nunca llegó a concretarse porque la mayor parte del territorio declarado por la RPJ fue recuperado por las Fuerzas Armadas de Ucrania.

### Referéndums separatistas y proclamación del Estado de Nueva Rusia
Encuestas iniciales realizadas por varios medios de comunicación internacionales mostraron una mayoría de votos a favor de la autonomía. En ausencia de observadores internacionales es imposible corroborar el resultado; sin embargo, en la noche del 11 de mayo, la autoproclamada comisión electoral dio a conocer los resultados finales: con una participación del 74,87 %, un 89,07 % votó al «Sí», a favor de la independencia de la República Popular de Donetsk, y un 10,19 % al «No». Un 96,2 % votó al «Sí», a favor de la independencia de la República Popular de Lugansk.

El Partido Nueva Rusia (PNR), fundado el 13 de mayo de 2014 en Donetsk, declaró en su I Congreso del 22 de mayo la formación de un nuevo Estado autodeclarado llamado Nueva Rusia, inspirado en la región histórica homónima. Pocos días antes, el 16 de mayo el ciudadano ruso Aleksandr Borodái se autoproclamó primer ministro de Donetsk. Asistieron al primer congreso del PNR desertores de las fuerzas ucranianas de la República Popular de Donetsk (RPD), la milicia de Donbás así como también el autoproclamado líder de la república de Donetsk, Pável Gúbarev, el líder del partido Eurasia Aleksandr Duguin, al que se ha prohibido la entrada en diversos países, y Valeri Korovin.
El nuevo estado confederal tendría por ciudad capital Donetsk y nacionalizaría las industrias de mayor importancia. Según declaraciones de Gúbarev, el reciente estado incluiría las principales localidades que todavía no estában bajo el control de los separatistas: Járkov, Jersón, Dnipropetrovsk, Mykoláyiv, Odesa y Zaporiyia. El 26 de mayo, Borodái y el primer ministro de Lugansk Alekséi Kariakin firmaron un documento en el que acordaron la creación del estado confederado. Viacheslav Ponomariov, también ruso y autoproclamado alcalde de Slaviansk, fue detenido el 9 de junio por las nuevas autoridades.

### Combates en Mariúpol y el aeropuerto de Donetsk
El 9 de mayo, el día de la celebración de la victoria sobre la Alemania nazi, se presentó un asalto del ejército de Kiev contra las fuerzas prorrusas en los cuarteles de la policía de Mariúpol y en el edificio local del Ministerio del Interior. Los enfrentamientos empezaron cuando 60 separatistas armados con armas automáticas consiguieron capturar la comisaría de policía. Según los testigos, algunos policías locales ayudaron a los separatistas durante la toma de control y se enfrentaron con las tropas internas que respondieron a la captura disparando contra el edificio con ametralladoras montadas en transportes blindados de personal. Entonces el contingente ucraniano fue reforzado por la policía, así como por una unidad Omega de la Guardia Nacional. Según los habitantes, el Ejército disparó contra civiles desarmados que protestaban contra ellos en la calle, como muestran varios vídeos en la red.
Durante la mañana del 26 de mayo, combatientes prorrusos capturaron los edificios de la terminal del Aeropuerto Internacional de Donetsk y exigieron la retirada de las fuerzas gubernamentales de la zona. También bloquearon la carretera al aeropuerto. Poco después, la Guardia Nacional de Ucrania emitió un ultimátum a los insurgentes, en el que decía que debían rendirse de inmediato. Esto fue rechazado, lo que provocó que los paracaidistas lanzaran un asalto al aeropuerto, acompañado de ataques aéreos contra posiciones prorrusas. También se utilizaron helicópteros de ataque para atacar las armas antiaéreas de los insurgentes. Se vieron camiones con refuerzos de Donetsk dirigiéndose hacia el aeropuerto. Al caer la tarde, las fuerzas gubernamentales expulsaron a los combatientes de Donetsk. Luego lanzaron un contrataque que fue repelido por las fuerzas gubernamentales.  Se escucharon disparos esporádicos durante la noche, por lo que no quedó claro si los soldados del gobierno tenían el control total del aeropuerto.

### Gran incursión del verano
| Tragedia del Vuelo 17 de Malaysia Airlines 17 de julio de 2014 |
| --- |
| El total de las 298 personas a bordo (incluyendo a los pasajeros y la tripulación) fallecieron en la caída del avión. 80 de ellos eran niños. Inicialmente, se habían reportado 295 personas, pero luego sumaron tres niños a la lista. A bordo, también viajaban veinte familias enteras. |

Continuaron los bombardeos del ejército ucraniano sobre Donetsk y el 29 de agosto los milicianos derribaron 4 aviones de ataque a tierra Su-25, dos de ellos sobre Donetsk, uno en Voikovo y otro en Merezhki, y destruyeron 20 unidades de blindados y unidades de transporte de la Guardia Nacional. La artillería de las milicias de Donetsk atacó las posiciones ucranianas en Zhdanivka, destruyendo un tanque de guerra y varios vehículos ucranianos. Las milicias de Lugansk lograron el completo control de las localidades de Novosvitlivka y Jriashuvate, y se enfrentaron las tropas ucranianas en Metalist. El día siguiente, estas milicias tomaron las localidades de Oríjivka, Sholkovaia y Protoka. El día siguiente, las autodefensas de Donetsk lograron avanzar hacia el norte y cerrar completamente el cerco a las tropas ucranianas acantonadas en el aeropuerto de la ciudad. También el 31 de agosto, las autodefensas de Lugansk tomaron el aeropuerto de esa ciudad, así como la localidad de Georgiivka.

### Elecciones generales de Dombás
El 2 de noviembre de 2014, se celebraron elecciones generales en las Repúblicas Populares de Donetsk y de Lugansk —en ese momento confederadas en la Nueva Rusia—. Como resultado de la guerra en el este de Ucrania iniciada el mismo año, estas entidades no reconocidas internacionalmente controlan de facto partes de las regiones de Donetsk y de Lugansk en la región del Dombás. Las elecciones, las primeras de su tipo desde el establecimiento de ambas repúblicas, se llevaron a cabo para elegir a sus órganos ejecutivos y parlamentos. En la República Popular de Donetsk, el actual líder Aleksandr Zajárchenko ganó el puesto de jefe de Estado de la República Popular de Donetsk, y su partido República de Donetsk ganó la mayoría en el parlamento. En la República Popular de Lugansk, el actual líder Ígor Plótnitski ganó el puesto de jefe de Estado, mientras su partido Paz para la Región de Lugansk ganó una mayoría en el parlamento.

### Tregua de Minsk II
Minsk II es el nombre del acuerdo, firmado el 12 de febrero de 2015, en el que los gobernantes de Alemania, Francia, Rusia y Ucrania buscaron aliviar la guerra del Donbás. La conferencia que llevaron a cabo, supervisada por la Organización para la Seguridad y la Cooperación en Europa (OSCE), fue organizada como respuesta al fracaso del primer cese de fuego. Algunas de las medidas acordadas incluían un alto el fuego incondicional para ser observado por la OSCE, a partir del 15 de febrero, la retirada de las armas pesadas del frente de combate, la liberación de los prisioneros de guerra, y la reforma constitucional en Ucrania.
Los sucesivos intentos de resolver la guerra del Donbás no tuvieron resultados hasta el inicio del mes de febrero de 2015.
Si bien el Protocolo de Minsk del 5 de septiembre de 2014 redujo significativamente los combates en la zona de conflicto durante varios meses, pequeñas escaramuzas continuaron. Al principio de enero de 2015, el conflicto entre las fuerzas separatistas de la República Popular de Donetsk (RPD), la República Popular de Lugansk (RPL) y las fuerzas ucranianas se intensificó, lo que resultó en el colapso total del alto el fuego acordado en el Protocolo de Minsk.
El 21 de enero de 2015, después de intensos combates, el simbólicamente importante Aeropuerto Internacional de Donetsk fue capturado por las fuerzas de la RPD. El aeropuerto era la última parte de la ciudad de Donetsk que había estado bajo el control de Ucrania. Tras esta victoria, las fuerzas separatistas pulsaron su ofensiva en el importante nudo ferroviario y de carreteras de Debáltsevo a finales de enero. La reanudación de estos intensos combates causó gran preocupación en la comunidad internacional. 
El 14 de febrero de 2015, horas antes del inicio de la nueva tregua de Minsk II, el área de Debáltsevo sufrió importantes combates y la guerra se aproximaba nuevamente más a las alrededores de Mariúpol.
Dos días después, el presidente de la República Popular del Donetsk, Aleksandr Zajárchenko, recibió un disparo durante una batalla contra las fuerzas ucranianas en el centro de Debáltsevo. La batalla se desarrollaba en las calles centrales de la ciudad.

## Víctimas e impacto humanitario
Durante la anexión de Crimea por Rusia, desde el 23 febrero hasta el 19 de marzo de 2014, seis personas fueron asesinadas. Las muertes incluyen: tres manifestantes (dos prorrusos y uno proucraniano), dos soldados ucranianos y un soldado ruso paramilitar cosaco. El 10 de agosto de 2016, Rusia acusó a las Fuerzas Especiales de Ucrania de realizar una operación cerca de la ciudad crimea de Armiansk en la que murieron dos militares rusos. El gobierno de Ucrania rechazó el informe como provocación. Diez personas fueron desaparecidas a la fuerza entre 2014 y 2016, aún se encontraban en ese estado en 2017.

### Crímenes de guerra y violaciones de los Derechos Humanos
A mediados de mayo de 2014, la Organización de las Naciones Unidas (ONU) publicó un informe en el que observaba un «deterioro alarmante» de los derechos humanos en el territorio controlado por insurgentes. La ONU informó de una creciente falta de ley en la región, documentando casos de asesinatos selectivos, tortura y secuestros, llevados a cabo principalmente por las fuerzas de la República Popular de Donetsk. También informó de amenazas, ataques y secuestros de periodistas y observadores internacionales, así como palizas y ataques contra simpatizantes de la unidad ucraniana. En respuesta, Rusia condenó el informe de la ONU, afirmando que ignoraba los abusos cometidos por el gobierno ucraniano y acusando a sus autores de seguir «órdenes políticas» para encubrir a los nuevos líderes ucranianos pro-occidentales.
En mayo de 2014, la Misión de Observación de Derechos Humanos las Naciones Unidas denunció detenciones ilegales, secuestros e intimidación de funcionarios electorales, y pidió una acción urgente para evitar una guerra similar a la de Yugoslavia. También advirtió de una crisis humanitaria debido al corte de los servicios sociales en la región, y un éxodo de personas de las zonas afectadas. Dijo que Donetsk estaba «al borde del colapso de sus servicios sociales» debido a la escasez de los suministros cruciales, incluyendo medicinas como la insulina. El Primer Ministro Arseni Yatseniuk habló también de la escasez de medicinas.
El 23 de julio, el Comité Internacional de la Cruz Roja, basado en Ginebra, dijo que consideraba que Ucrania estaba en un estado de guerra civil. Esta clasificación oficial significa que los participantes en los combates entre las fuerzas gubernamentales y los separatistas prorrusos en el este de Ucrania, podrían en el futuro ser procesados por crímenes de guerra en los tribunales internacionales". El 24 de julio, Human Rights Watch acusó a las fuerzas del gobierno de Ucrania así como los batallones de voluntarios pro-gubernamentales de ser responsables por ataques indiscriminados con lanzacohetes múltiples "Grad" (cohetes imprecisos y no guiados) contra zonas civiles, afirmando que "El uso indiscriminado de cohetes en zonas pobladas viola el derecho internacional humanitario, o las leyes de la guerra, y puede ascender a crímenes de guerra. Aunque el gobierno de Ucrania niega el uso de cohetes Grad, una investigación de Human Rights Watch descubrió que tanto el gobierno como las fuerzas separatistas han utilizado este sistema de cohetes en y alrededor de Donetsk.

## Sanciones
Unión Europea
El Consejo de la Unión acordó el 17 de marzo imponer sanciones (durante seis meses) contra 21 funcionarios de Ucrania y Rusia, incluyendo la prohibición de viajar y la congelación de activos. El 20 de marzo, la Comisión amplió la “lista negra” que incluyó un total de 33 personas sancionadas a causa de la cuestión ucraniana.
En abril, el Consejo de la Unión acordó ampliar en 15 personas la lista de rusos y ucranianos a los que decidió congelar sus bienes y prohibir el visado para acceder a territorio comunitario por su implicación en la guerra del Dombás. El 12 de mayo, los ministros de Exteriores de los Estados miembros impusieron sanciones contra 13 ciudadanos rusos y dos empresas crimeas. No obstante, Grecia, Chipre, Bulgaria, Hungría, Luxemburgo, Austria, España, Portugal, Malta y Finlandia, votaron en contra de activar restricciones económicas y comerciales a Rusia.
El Consejo Europeo acordó restricciones a la cooperación económica con Rusia en julio de 2014. Solicitó al Banco Europeo de Inversiones (BEI) que suspendiera la firma de nuevas operaciones de financiación en Rusia, y los Estados miembros acordaron coordinar sus posiciones en el consejo de administración del Banco Europeo para la Reconstrucción y el Desarrollo (BERD) con vistas a suspender también la financiación de nuevas operaciones. Además se revaluó la aplicación de los programas de cooperación regional y bilateral de la UE con Rusia y se suspendieron varios programas.
Una de las consecuencias de las sanciones de la UE a Rusia son dificultades económicas para compañías rusas como RUSAL, especializado en la exportación de aluminio. Por otro lado, las sanciones también han perjudicado en el interior de la UE, como es en el caso de los agricultores españoles que exportaban a Rusia, que en 2017 denunciaban pérdidas por un valor de 1 500 millones de euros. Las sanciones también afectaron a la economía de Alemania que en 2015 contrajo en un 35 % sus relaciones comerciales y cerca de 400 empresas con capital alemán dejaron de operar en Rusia. Pese a las sanciones, Alemania continúa siendo uno de los mayores inversores que según datos del Banco Central de Rusia, alcanzan una cifra cercana a los US$13 000 millones.
Estados Unidos
A mediados de marzo, el presidente estadounidense Barack Obama anunció sanciones contra siete funcionarios rusos (del gobierno y de ambas cámaras del Parlamento ruso) y contra el primer ministro de Crimea, el presidente del Consejo Supremo de Crimea y Víktor Yanukóvich, el presidente depuesto de Ucrania. La medida supuso el bloqueo de propiedades y cuentas que los sancionados tengan en Estados Unidos así como la prohibición de su entrada en suelo estadounidense. Esta medida generó reacciones en Rusia, donde los sancionados declararon que no poseían ni bienes ni cuentas en Norteamérica.
La Casa Blanca anunció el 28 de abril nuevas sanciones contra Rusia, incluyendo medidas contra 7 ciudadanos rusos y 17 empresas. En la lista de individuos sancionados figuran, entre otros, el presidente del Comité de Asuntos Internacionales de la Duma rusa, Alekséi Pushkov, el director ejecutivo de Rosneft, Ígor Sechin, Oleg Beláventsev, representante presidencial en el Distrito Federal de Crimea y el vice primer ministro ruso, Dmitri Kózak. Además, el Departamento de Comercio y el de Estado anunciaron una nueva política que permitiría rechazar cualquier exportación de alta tecnología «que pueda contribuir a las capacidades militares de Rusia». En cuanto a la lista de empresas rusas sancionadas se incluía a la compañía de ingeniería rusa Stroytransgaz y los bancos Investcapitalbank y Sobinbank.
Respuesta de Rusia
En respuesta a las sanciones establecidas por los Estados Unidos y la Unión Europea, la Duma rusa aprobó el 18 de marzo —por unanimidad— una resolución pidiendo que todos los miembros de la Duma sean incluidos en la lista de sanciones. El jefe de la oposición del partido Rusia Justa, Serguéi Mirónov dijo que estaba orgulloso de ser incluido en dicha lista. Por su parte, el Ministerio de Relaciones Exteriores de Rusia publicó una lista de sanciones hacia ciudadanos estadounidenses, que consistía en 10 nombres, incluyendo John Boehner, John McCain, Robert Menéndez, Mary Landrieu y dos asesores de Obama. Varios de los sancionados respondieron con orgullo por su inclusión en la lista.
El 25 de marzo, activistas rusos lanzaron en Internet un proyecto donde cualquier ciudadano podía suscribirse para incluirse voluntariamente a la lista de sancionados por Estados Unidos. Hacia mediados de abril habían firmado más de 52 000 personas. El 17 de abril se llevó a cabo un mitin cerca de la Embajada de Estados Unidos en Moscú, después de que la lista fuese presentada en la misión diplomática.
A finales de abril, el presidente de Rusia, Vladímir Putin, advirtió que podría reconsiderar la participación de las empresas energéticas occidentales en su economía, e incluso expulsarlas de suelo ruso, si Estados Unidos y la Unión Europea insistían en imponer sanciones unilaterales contra su país. El mandatario también instó a los BRICS en a «protegerse de ataques con sanciones» de Estados Unidos.
El 24 de marzo el Ministerio de Asuntos Exteriores ruso introdujo sanciones contra 13 altos funcionarios de Canadá, entre parlamentarios y otros funcionarios públicos.

## Otras reacciones

### Organizaciones internacionales
Naciones Unidas
La resolución 68/262 de la Asamblea General de las Naciones Unidas (llamada Integridad territorial de Ucrania) fue aprobada el 27 de marzo de 2014 en respuesta a la crisis de Crimea. Aprobada por 100 países, la resolución afirmó el compromiso de las Naciones Unidas para reconocer a Crimea como parte de Ucrania, rechazando el referéndum sobre el estatus político.
La resolución fue presentada por Canadá, Costa Rica, Alemania, Lituania, Polonia y Ucrania. La adopción de la resolución fue precedida por intentos infructuosos del Consejo de Seguridad por buscar una solución a la crisis, los cuales se encontraron con el veto ruso.
El 17 de diciembre de 2018, la Asamblea General de las Naciones Unidas aprobaba la Resolución 73/194 denominada Problema de la militarización de la República Autónoma de Crimea y la ciudad de Sebastopol (Ucrania), así como partes del mar Negro y el mar de Azov.
El G7
La 40.ª Cumbre del G7 se celebró en Bruselas, Bélgica, entre el 4 y 5 de junio de 2014. Estaba previsto que la reunión fuese realizada en Sochi, Rusia, pero debido a la crisis resultante de la adhesión de Crimea a este país, la cita fue trasladada a la ciudad belga ya que los otros siete miembros del grupo decidieron que la cumbre se celebraría sin Rusia.
OSCE
El 6 de marzo, hombres no identificados impidieron la entrada de un equipo de analistas de la Organización para la Seguridad y la Cooperación en Europa (OSCE), que iban a analizar el estado de las Fuerzas Armadas ucranias en Crimea y comprobar la existencia de tropas rusas desplegadas en la región. El grupo de analistas trató repetidamente y sin éxito en días posteriores de acceder a la zona, siendo rechazada su presencia por milicias armadas prorrusas.

### Víktor Yanukóvich
En la tercera reunión de emergencia del Consejo de Seguridad de las Naciones Unidas sobre Ucrania a principios de marzo de 2014, el representante permanente de Rusia ante esta organización, Vitali Churkin, afirmó que el destituido presidente ucraniano, Víktor Yanukóvich, había pedido al gobierno ruso emplear las Fuerzas Armadas para restaurar el orden jurídico en Ucrania.
El 11 de marzo, durante una rueda de prensa en Rostov del Don, Yanukóvich comentó la intención estadounidense de prestar ayuda financiera al nuevo Gobierno de Ucrania y dijo que dicho país «no tiene derecho a destinar dinero a los bandidos según sus propias leyes». Ya el 28 de marzo, Yanukóvich pidió la celebración de referéndums para determinar el estado de cada región dentro de Ucrania.

### Respuesta militar de los Estados Unidos y otros miembros de la OTAN
La primera semana de marzo de 2014, Estados Unidos envió al Mar Negro un grupo de portaaviones que incluyó al USS George H. W. Bush —que transportaba 90 aviones y helicópteros de varios tipos— además de otras diecisiete naves y tres submarinos (al menos uno era de la clase Ohio con misiles balísticos). Turquía concedió el paso a un buque de guerra estadounidense —con un límite de 21 días de estancia en el Mar Negro— pero no al citado portaaviones, cumpliendo con ello los estándares de peso de la Convención de Montreux. Adicionalmente, El Pentágono envió seis aviones de combate y un avión de reabastecimiento de combustible para aumentar los cuatro que ya participan en la misión Policía Aérea del Mar Báltico. El 6 de marzo, se anunció que 12 combatientes y 300 miembros del personal de servicio irían a Polonia.
En los días siguientes se publicaron en internet videos donde aparecía personal militar de la compañía privada estadounidense Blackwater Worldwide en las calles de Donetsk. Al mismo tiempo, aviones de la OTAN comenzaron a vigilar la frontera de Kaliningrado con Polonia y Lituania. Además, el 10 de marzo el destructor de la Armada estadounidense  cruzó el estrecho del Bósforo hacia el Mar Negro como parte de los esfuerzos de El Pentágono por mostrar «apoyo a los aliados de Europa del Este, preocupados por la concentración de las tropas rusas en la frontera con Ucrania». Ya el 12 de marzo, Bulgaria, Rumanía y Estados Unidos realizaron una serie de ejercicios conjuntos en la parte occidental del Mar Negro, en unas maniobras que formaban parte de la preparación conjunta de las flotas de los tres países.

### Opinión pública y activismo
Según manifestó el Grupo Helsinki de Moscú a comienzos de marzo de 2014, la decisión del Consejo de la Federación que permitió al presidente Vladímir Putin usar la fuerza militar en el territorio de Ucrania se tomó sobre la base de una información sin confirmar referente a las víctimas civiles en Crimea.
En el transcurso del mismo mes se llevaron a cabo varias manifestaciones en Rusia. El 2 de marzo, 15 mil personas en San Petersburgo, 12 mil personas en Krasnodar, y 27 mil en Moscú se manifestaron en apoyo a los ucranianos de habla rusa y/o de origen ruso. También hubo otras protestas en Rostov del Don, Briansk, Bélgorod y de otras ciudades rusas. Todas estas contaron con el apoyo de funcionarios y políticos rusos, así como de personalidades de la cultura y del deporte y miembros de organizaciones. Ya el 7 de marzo, unas 65 000 personas se manifestaron en el centro de Moscú para apoyar la adhesión de Crimea a Rusia, culminando la manifestación con un mitin en los alrededores del Kremlin.
Por su parte, el diario Védomosti citó una encuesta del Centro Levada de finales de marzo en la que se afirmaba que el 67 % de los rusos estaría de acuerdo con la incorporación de diferentes regiones ucranianas a Rusia si sus habitantes apoyan esa decisión. Un 58 % también respaldó el derecho de Moscú de permitir la adhesión de territorios de los Estados postsoviéticos donde viven rusos porque debía «defender a los suyos». Mientras que un 28 % se manifestó en contra.

## Descomunización en Ucrania
La descomunización en Ucrania comenzó después de la disolución de la Unión Soviética. Se formalizó en abril de 2015, en el contexto de la guerra ruso-ucraniana, cuando el gobierno de Ucrania aprobó las leyes de descomunización que proscribieron los símbolos comunistas.
El 15 de mayo de 2015, el presidente de Ucrania Petró Poroshenko firmó un conjunto de leyes que iniciaron un período de seis meses para la eliminación de monumentos comunistas (excluidos los monumentos de la Segunda Guerra Mundial) y el cambio de nombre de lugares públicos con nombres de temas relacionados con el comunismo. En ese momento, esto significaba que se establecieron 22 ciudades y 44 aldeas para obtener un nuevo nombre. Hasta el 21 de noviembre de 2015, los gobiernos municipales tenían la autoridad para implementar esto; si no lo hacían, las autoridades provinciales de Ucrania tenían hasta el 21 de mayo de 2016 para cambiar los nombres. Si después de esa fecha el asentamiento hubiera conservado su antiguo nombre, el Gabinete de Ministros de Ucrania ejercería la autoridad para asignar un nuevo nombre al lugar. En 2016, se cambiaron de nombre 51 493 calles y 987 ciudades y pueblos, y se eliminaron 1320 monumentos de Lenin y 1069 monumentos a otras figuras comunistas.
La violación de la ley conlleva una pena de una posible prohibición en los medios de comunicación y penas de prisión de cinco años.
El 24 de julio de 2015, el Ministerio del Interior de Ucrania despojó al Partido Comunista de Ucrania, al Partido Comunista de Ucrania (renovado) y al Partido Comunista de Trabajadores y Campesinos de su derecho a participar en las elecciones, y afirmó que continuaba con las acciones judiciales que comenzaron en julio de 2014 para poner fin al registro de Partidos comunistas de Ucrania. El 16 de diciembre de 2015 estos tres partidos estaban prohibidos en Ucrania; sin embargo, el Partido Comunista de Ucrania apeló la prohibición, lo que significó que la decisión del tribunal de prohibir el partido no entró en vigor. Sin embargo, la ley de descomunización de abril de 2015 contiene una norma que permite al Ministerio de Justicia prohibir al Partido Comunista participar en las elecciones.

## Secuelas
La invasión rusa a Ucrania, también conocida como la guerra de Ucrania, iniciada el 24 de febrero de 2022, constituye una escalada de la guerra ruso-ucraniana que comenzó tras los sucesos del Euromaidán en 2014. Se trata del mayor conflicto militar convencional en Europa desde la Segunda Guerra Mundial. La cifra precisa de víctimas se desconoce; se estima que hasta mediados de 2023, había causado la muerte de más de nueve mil civiles y decenas de miles de soldados. Los combates también han generado la mayor crisis de refugiados en el continente desde la Segunda Guerra Mundial: más de 7,3 millones de ucranianos han abandonado el país y más de 7,1 millones se han desplazado internamente. Además, la guerra ha causado daño ambiental significativo y ha puesto en peligro la disponibilidad de alimentos a nivel mundial.
La invasión estuvo precedida por una concentración militar rusa en las fronteras de Ucrania, que dio comienzo a mediados de 2021. Durante este periodo de tensión diplomática, el presidente ruso Vladímir Putin criticó la ampliación de la OTAN posterior a 1997 mientras negaba repetidamente que Rusia tuviera planes de invadir Ucrania. No obstante, el 21 de febrero siguiente, Rusia reconoció a la República Popular de Donetsk y a la República Popular de Lugansk, dos estados autoproclamados en la región de Dombás, al este de Ucrania, y envió tropas a esos territorios, violando una vez más el Memorándum de Budapest donde Rusia prometió respetar la integridad territorial y la inviolabilidad de las fronteras de Ucrania. Al día siguiente, el Consejo de la Federación de Rusia autorizó por unanimidad a Putin a utilizar la fuerza militar fuera de las fronteras de Rusia. El 24 de febrero, Putin anunció —en un mensaje televisado— una «operación militar especial» en las provincias de Donetsk y Lugansk; los misiles empezaron a impactar en diversos puntos de Ucrania, mientras las fuerzas terrestres rusas cruzaban la frontera (algunas desde territorio bielorruso), dando inicio a múltiples ofensivas.
En los frentes sur y sureste, los rusos tomaron Jersón en marzo de 2022 y Mariúpol el mes siguiente, mientras abandonaron la campaña de Ucrania central tras fracasar en su intento de tomar la capital ucraniana y lanzaron una renovada batalla del Dombás. Las fuerzas rusas continuaron bombardeando objetivos militares y civiles lejos de la línea del frente, incluida la red de energía durante el invierno. A fines de 2022, Ucrania retomó territorios mediante contraofensivas en el sur y el este. Poco después, Rusia anunció la anexión de cuatro provincias parcialmente ocupadas tras referéndums ilegítimos bajo la Constitución de Ucrania y criticadas por la comunidad internacional. Para el mes de noviembre, Ucrania ya había retomomado partes del Óblast de Jersón y el Óblast de Járkov. En febrero de 2023, Rusia movilizó a cerca de doscientos mil soldados para una nueva ofensiva en el Dombás. En junio de 2023, Ucrania lanzó otra contraofensiva en el sureste que no logró ninguno de sus objetivos, a la par que Rusia sufría una rebelión por parte del grupo mercenario Wagner. En agosto de 2024, Ucrania llevó a cabo una incursión en el óblast ruso de Kursk, marcando así la primera vez en la historia en la cual una potencia nuclear fue invadida por un país sin armas nucleares, aunque las fuerzas rusas y norcoreanas recuperaron el territorio conquistado en cuestión de meses.
La invasión fue condenada por una parte importante de la comunidad internacional. La Asamblea General de las Naciones Unidas aprobó la Resolución ES-11/1 condenando la invasión y exigiendo la retirada total de Rusia. La Corte Internacional de Justicia ordenó a Rusia suspender las operaciones militares tras no encontrar evidencia que respaldase las acusaciones rusas a Ucrania de genocidio en el Dombás, y el Consejo de Europa expulsó al país. Numerosos gobiernos occidentales, entre los que destacan la Unión Europea y los Estados Unidos, impusieron sanciones a Rusia y su aliado Bielorrusia, y proporcionaron ayuda humanitaria, económica y militar a Ucrania. Más de mil empresas abandonaron Rusia y Bielorrusia en respuesta a la invasión. La Corte Penal Internacional (CPI) abrió una investigación sobre posibles crímenes contra la humanidad, crímenes de guerra, secuestro de niños y genocidio, emitiendo una orden de arresto contra Putin en marzo de 2023.

## La extrema derecha y el paralelismo con la situación ruso-georgiana
A finales de febrero de 2014, el presidente interino de Ucrania Oleksandr Turchínov comparó las acciones militares de Rusia en Crimea a la situación de la guerra ruso-georgiana (2008), en la que las tropas rusas ocuparon los enclaves separatistas de Abjasia y Osetia del Sur donde se establecieron administraciones apoyadas por Rusia. Turchínov también hizo un llamado al presidente ruso Vladímir Putin para que retirase sus tropas de Crimea y declaró que Ucrania debía «preservar su territorio y defender su independencia». El 1 de marzo, el líder ucraniano advirtió que «la intervención militar sería el comienzo de la guerra y el fin del las relaciones entre Ucrania y Rusia».

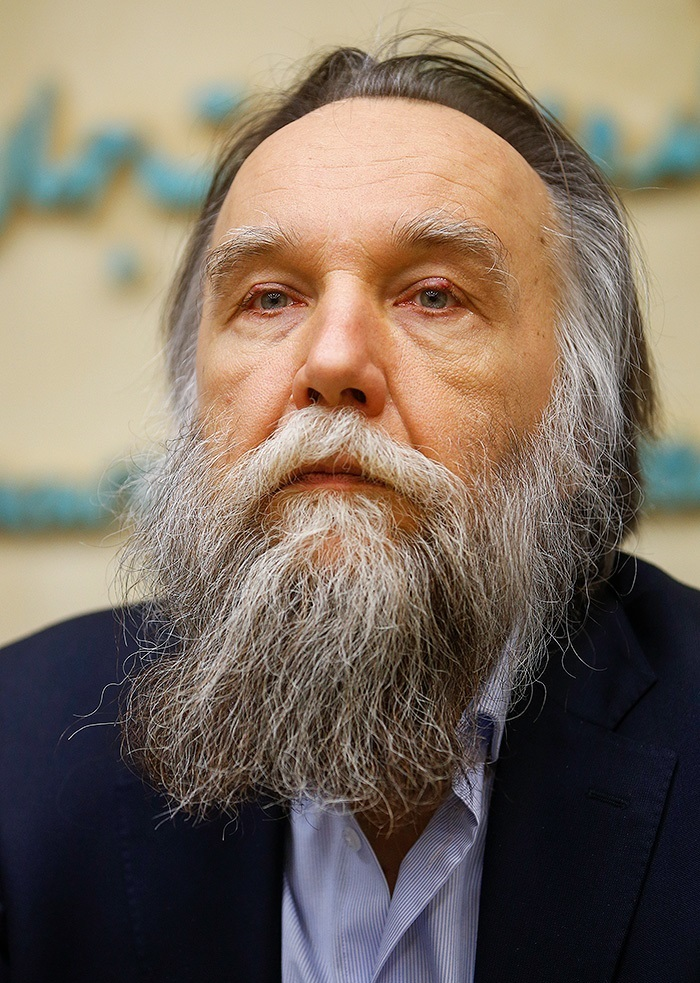

Postura de Aleksandr Duguin
En 2014, Duguin dijo que Rusia era la principal fuerza impulsora de la guerra del Dombás. En este sentido, ya antes de que estallara la guerra ruso-georgiana (2008), el analista visitó Osetia del Sur y predijo: «Nuestras tropas ocuparán la capital georgiana, Tiflis, todo el país, y quizás incluso Ucrania y la península de Crimea, que históricamente forma parte de Rusia». Después dijo que «Rusia no debería detenerse en la liberación de Osetia del Sur, sino que debería ir más allá [...] tenemos que hacer algo similar en Ucrania». Ya en 2008 afirmó que Rusia debería repetir el escenario de Georgia en Ucrania y no ocultó su enfado con Putin, que «no se atrevió a dejar caer el otro zapato» y «restaurar el Imperio». 